# Ismael Netto
Ismael de Araújo Silva Netto, conhecido como Ismael Neto ou Ismael Netto (Belém, 7 de dezembro de 1925 – Rio de Janeiro, 31 de janeiro de 1956) foi um violonista, arranjador, cantor e compositor brasileiro.
Foi o criador do conjunto Os Cariocas, grupo vocal de grande popularidade e que teve intensa atuação na época da bossa nova. Estudou no Colégio Pedro II com  Severino Filho, Emmanoel Furtado ("Badeco"), Jorge Quartarone ("Quartera") e Waldir Viviani (integrantes de Os Cariocas).
Destacou-se como compositor de clássicos do repertório da MPB, como Valsa de uma cidade (com Antônio Maria), em homenagem à cidade do Rio de Janeiro, e O último beijo (com Nestor de Holanda).
Faleceu aos 30 anos de idade, sendo substituído no grupo O Cariocas por sua irmã, Hortênsia Silva.